# Sant Guim de la Plana
Sant Guim de la Plana là một đô thị trong tỉnh Lérida, cộng đồng tự trị Cataluña Tây Ban Nha. Đô thị Sant Guim de la Plana có diện tích là 12,5 ki-lô-mét vuông, dân số năm 2009 là 192 người với mật độ 15,36 người/km². Đô thị Sant Guim de la Plana có cự ly km so với tỉnh lỵ Lérida.